# Protosmia stelidoides
Protosmia stelidoides är en biart som först beskrevs av Pérez 1895.  Protosmia stelidoides ingår i släktet Protosmia och familjen buksamlarbin. Inga underarter finns listade i Catalogue of Life.